# Labastide-sur-Bésorgues
Labastide-sur-Bésorgues ist ein Ort und eine aus mehreren Weilern (hameaux) und Einzelgehöften bestehende Gemeinde mit 282 Einwohnern (Stand 1. Januar 2022) im südfranzösischen Département Ardèche in der Region Auvergne-Rhône-Alpes.

## Lage
Labastide-sur-Bésorgues liegt am Flüsschen Bésorgues in einer Höhe von gut 610 bis 650 m ü. d. M. und ist umgeben von den Bergen der Monts d’Ardèche Nach Aubenas sind es knapp 17 km. Das Klima ist gemäßigt; Regen fällt verteilt über das ganze Jahr.

## Bevölkerungsentwicklung
| Jahr                       | 1846 | 1872 | 1906 | 1954 | 1999 | 2016 |
| Einwohner                  | 778  | 1059 | 904  | 380  | 176  | 261  |
| Quellen: Cassini und INSEE |      |      |      |      |      |      |

Der kontinuierliche Rückgang der Einwohnerzahlen seit dem beginnenden 20. Jahrhundert ist im Wesentlichen auf die Mechanisierung der Landwirtschaft und den damit einhergehenden Verlust an Arbeitsplätzen zurückzuführen. Außerdem entvölkerten sich in dieser Zeit nahezu alle Bergregionen Europas deutlich.

## Wirtschaft
Traditionell lebte die Bevölkerung von der Viehzucht und ein wenig Ackerbau auf zum Teil terrassierten Feldern, die jedoch wegen der Höhenlage nur geringe Erträge hervorbrachten, so dass häufig Esskastanien die Grundversorgung bildeten. Heute spielen Forstwirtschaft und Tourismus in Form der Vermietung von Ferienhäusern (gîtes) die bedeutendsten Rollen im Wirtschaftsleben des Ortes.

## Geschichte
Der Name des Ortes lässt auf ein wehrhaftes Dorf schließen; welches im Verlauf seiner von den Nachbarorten abhängigen Geschichte verschiedene Beinamen trug – so zum Beispiel Labastide d’Antraigues oder Labastide-de-Juvinas. Die Gemeinde wurde erst in den 1840er Jahren selbständig.

## Sehenswürdigkeiten
- Die mittelalterliche Burg (château) wurde im Verlauf der Französischen Revolution in Brand gesetzt und abgetragen.
- Die im neoromanischen Stil erbaute Pfarrkirche stammt aus der Mitte des 19. Jahrhunderts.
- Das kommunale Backhaus ist noch funktionsfähig und wird zuweilen noch genutzt.